# Gotham Independent Film Award al miglior regista rivelazione
Il Gotham Independent Film Award al miglior regista rivelazione (Gotham Independent Film Award for Breakthrough Director) è uno dei premi assegnati annualmente dal 1991 dai Gotham Independent Film Awards.
Noto come Bingham Ray Breakthrough Director Award dal 2013, il premio è stato presentato per la prima volta nel 1991 come Open Palm Award.
Dal 1991 al 1996 è stato annunciato solamente il nome del vincitore, mentre dal 1997 sono stati annunciati anche altri candidati.

## Vincitori e candidati
L'elenco mostra il vincitore di ogni anno, seguito dagli altri candidati.  

### Anni 1990
- 1991: Jennie Livingston - Paris Is Burning
- 1992: Tom Kalin - Swoon
- 1993: Leslie Harris - Just Another Girl on the I.R.T.
- 1994: Rose Troche - Go Fish - Segui il pesce (Go Fish)
- 1995: Rebecca Miller - Angela
- 1996: Lisa Krueger - Manny & Lo
- 1997
  - Macky Alston - Family Name
  - Morgan J. Freeman - Hurricane Streets
  - John O'Hagan - Wonderland
  - Ira Sachs - The Delta
  - Alex Sichel - All Over Me
- 1998
  - Darren Aronofsky - π - Il teorema del delirio (π o Pi)
  - Lisa Cholodenko - High Art
  - Chris Eyre - Smoke Signals
  - Vincent Gallo - Buffalo '66
  - Harmony Korine - Gummo
- 1999
  - David Riker - The City
  - Tim Kirkman - Dear Jesse
  - Eric Mendelsohn - Judy Berlin
  - Mark Polish e Michael Polish - Twin Falls Idaho
  - Frank Whaley - Joe the King

### Anni 2000
- 2000
  - Karyn Kusama - Girlfight
  - Bruno de Almeida - On the Run
  - Myles Connell - The Opportunists
  - Tom Gilroy - Spring Forward
  - Kenneth Lonergan - You Can Count on Me
- 2001
  - Henry Bean - The Believer
  - John Cameron Mitchell - Hedwig and the Angry Inch
  - Daniel Minahan - Series 7: The Contenders
  - Michael Cuesta - L.I.E.
  - Randy Redroad - The Doe Boy
  - David Wain - Wet Hot American Summer
- 2002
  - Eric Eason - Manito
  - Bertha Bay-Sa Pan - Face
  - Ethan Hawke - Chelsea Walls
  - Moisés Kaufman - The Laramie Project
  - Peter Mattei - Love in the Time of Money
  - Fisher Stevens - Just a Kiss
- 2003
  - Shari Springer Berman e Robert Pulcini - American Splendor
  - Alfredo De Villa - Washington Heights
  - Peter Hedges - Schegge di April (Pieces of April)
  - Dylan Kidd - Roger Dodger
  - Tom McCarthy - Station Agent (The Station Agent)
  - Peter Sollett - Raising Victor Vargas

- 2004[1]
  - Joshua Marston – Maria Full of Grace
  - Rodney Evans – Brother to Brother
  - Debra Granik – Down to the Bone
  - Nicole Kassell – The Woodsman - Il segreto (The Woodsman)
  - Lori Silverbush e Michael Skolnik – On the Outs
- 2005[2]
  - Bennett Miller - Truman Capote - A sangue freddo (Capote)
  - Miranda July - Me and You and Everyone We Know
  - Phil Morrison - Junebug
  - Andrew Wagner - The Talent Given Us
  - Alice Wu - Salvare la faccia (Saving Face)
- 2006[3]
  - Ryan Fleck - Half Nelson
  - Ramin Bahrani - Man Push Cart
  - Laurie Collyer - Sherrybaby
  - So Yong Kim - In Between Days
  - James Marsh - The King
- 2007[4]
  - Craig Zobel - Great World of Sound
  - Lee Isaac Chung - Munyurangabo
  - Stephane Gauger - Owl and the Sparrow
  - Julia Loktev - Day Night Day Night
  - David Von Ancken - Caccia spietata (Seraphim Falls)
- 2008[5]
  - Lance Hammer - Ballast
  - Antonio Campos - Afterschool
  - Dennis Dortch - A Good Day to Be Black and Sexy
  - Barry Jenkins - Medicine for Melancholy
  - Alex Rivera - Sleep Dealer
- 2009[6]
  - Robert D. Siegel - Big Fan
  - Cruz Angeles - Don't Let Me Drown
  - Frazer Bradshaw - Everything Strange and New
  - Noah Buschel - The Missing Person
  - Derick Martini - Lymelife

### Anni 2010
- 2010[7]
  - Kevin Asch - Holy Rollers
  - Lena Dunham - Tiny Furniture
  - Glenn Ficarra e John Requa - Colpo di fulmine - Il mago della truffa (I Love You Phillip Morris)
  - Tanya Hamilton - Night Catches Us
  - John Wells - The Company Men
- 2011[8][9]
  - Dee Rees - Pariah
  - Mike Cahill - Another Earth
  - Sean Durkin - La fuga di Martha (Martha Marcy May Marlene)
  - Vera Farmiga - Higher Ground
  - Evan Glodell - Bellflower
- 2012[10][11]
  - Benh Zeitlin - Re della terra selvaggia (Beasts of the Southern Wild)
  - Zal Batmanglij - Sound of My Voice
  - Brian M. Cassidy e Melanie Shatzky - Francine
  - Jason Cortlund e Julia Halperin - Now, Forager
  - Antonio Méndez Esparza - Aquí y Allá
- 2013[12][13]
  - Ryan Coogler - Prossima fermata Fruitvale Station (Fruitvale Station)
  - Adam Leon - Gimme the Loot
  - Alexandre Moors - Blue Caprice
  - Stacie Passon - Concussion
  - Amy Seimetz - Sun Don't Shine
- 2014[14][15]
  - Ana Lily Amirpour - A Girl Walks Home Alone at Night
  - James Ward Byrkit - Coherence - Oltre lo spazio tempo (Coherence)
  - Dan Gilroy - Lo sciacallo - Nightcrawler (Nightcrawler)
  - Eliza Hittman - It Felt Like Love
  - Justin Simien - Dear White People
- 2015[16][17]
  - Jonas Carpignano - Mediterranea
  - Desiree Akhavan - Appropriate Behavior
  - Marielle Heller - Diario di una teenager (The Diary of a Teenage Girl)
  - John Magary - The Mend
  - Josh Mond - James White
- 2016[18][19]
  - Trey Edward Shults - Krisha
  - Robert Eggers - The Witch
  - Anna Rose Holmer - The Fits
  - Daniel Kwan e Daniel Scheinert - Swiss Army Man
  - Richard Tanne - Ti amo Presidente (Southside with You)
- 2017[20][21]
  - Jordan Peele – Scappa - Get Out (Get Out)
  - Maggie Betts – La scelta (Novitiate)
  - Greta Gerwig – Lady Bird
  - Kogonada – Columbus
  - Joshua Z. Weinstein – Menashe
- 2018[22][23]
  - Bo Burnham – Eighth Grade - Terza media (Eighth Grade)
  - Ari Aster – Hereditary - Le radici del male (Hereditary)
  - Jennifer Fox – The Tale
  - Crystal Moselle – Skate Kitchen
  - Boots Riley – Sorry to Bother You
- 2019[24]
  - Laure de Clermont-Tonnerre - The Mustang
  - Kent Jones - Diane
  - Joe Talbot - The Last Black Man in San Francisco
  - Olivia Wilde - La rivincita delle sfigate (Booksmart)
  - Phillip Youmans - Burning Cane

### Anni 2020
- 2020[25][26]
  - Andrew Patterson - L'immensità della notte (The Vast of Night)
  - Radha Blank - The Forty-Year-Old Version
  - Channing Godfrey Peoples - Miss Juneteenth
  - Carlo Mirabella-Davis - Swallow
  - Alex Thompson - Saint Frances
- 2021[27]
  - Maggie Gyllenhaal - La figlia oscura (The Lost Daughter)
  - Edson Oda - Nine Days
  - Rebecca Hall - Due donne - Passing (Passing)
  - Emma Seligman - Shiva Baby
  - Shatara Michelle Ford - Test Pattern
- 2022[28][29]
  - Charlotte Wells - Aftersun
  - Elegance Bratton - The Inspection
  - Beth de Araújo - Soft & Quiet
  - Owen Kline - Funny Pages
  - Antoneta Alamat Kusijanović - Murina
  - Jane Schoenbrun - We're All Going to the World's Fair
- 2023[30][31]
  - A. V. Rockwell – A Thousand and One
  - Michelle Garza Cervera – Huesera
  - Raven Jackson – All Dirt Roads Taste of Salt
  - Georgia Oakley – Blue Jean
  - Celine Song – Past Lives
- 2024[32]
  - Vera Drew – The People's Joker
  - Shuchi Talati – Girls Will Be Girls
  - India Donaldson – Good One
  - Alessandra Lacorazza Samudio – In the Summers
  - Mahdi Fleifel – To a Land Unknown